# Maria Radner
Maria Friderike Radner, née le 7 mai 1981 à Düsseldorf, Allemagne, et morte le 24 mars 2015 à Prads-Haute-Bléone (France) dans le crash de l'A320 de Germanwings, est une contralto allemande.

## Enfance et études (1981–2008)
Maria Radner est née à Düsseldorf. En 2000, elle termina son lycée au St.-Ursula-Gymnasium Düsseldorf (de) (Sankt Ursula Gymnasium : lycée Sainte-Ursule, à Düsseldorf).
Elle étudia la musique à l'Université Robert-Schumann de Düsseldorf (de). Lors d'un concours en 2006 elle remporta la troisième place dans la section concert (et non opéra), 3 000 € et une bourse de l'association Richard Wagner pour participer en 2006 au Festival de Bayreuth. Lors d'une compétition à Bayreuth, Cantilena, en 2007 elle remporta la seconde place dans la section concert contre 120 chanteurs de 19 pays. Radner était toujours étudiante en 2008 lorsqu'elle fit sa première apparition publique sous la direction de Zubin Mehta au palais des Arts Reina Sofía, à Valence en Espagne, dans l'oratorio de Martin y Soler intitulé : Philistæi a Jonatha dispersi (« Les Philistins dispersés par Jonathan »). Au cours de ce même mois de juin 2008, elle donna également un premier récital.
En août 2008, elle chanta le rôle-titre dans Solomon de Haendel au Festival de Bregenz ; elle fut décrite dans les journaux locaux comme « éclipsant » les autres chanteurs  et comme possédant « la voix rare d'une véritable alto, un charisme impressionnant et une grande musicalité,. »
Elle participa à une nouvelle production de Parsifal sous la direction de Lorin Maazel à Valence, et à Jeanne d'Arc au bûcher d'Arthur Honegger dirigée par Antonio Pappano à l'Accademia Nazionale di Santa Cecilia, Rome. Elle chanta dans La Flûte enchantée de Mozart sous la direction de Tomáš Netopil (en) au Bayerische Staatsoper à Munich.

## Carrière (2009–2015)
Après avoir été diplômée, elle joua les Scènes de Faust de Robert Schumann sous la direction de Jesús López-Cobos au Teatro Real Madrid. Elle chanta la Symphonie nº 9 de Beethoven dirigée par Gianandrea Noseda au Teatro Regio Torino. Le chef d'orchestre Sir Simon Rattle la sélectionna pour le rôle de la première Norne dans Le Crépuscule des dieux lors du Festival d’Aix-en-Provence de 2009 et une nouvelle fois lors du Festival de Salzbourg en 2010.
En 2009 et en 2010 elle fit partie de la nouvelle production du Rossignol de Stravinsky par la Canadian Opera Company à Toronto. Elle chanta ensuite la Missa solemnis de Beethoven sous la direction de Philippe Herreweghe au Concertgebouw à Amsterdam, et en décembre 2009 elle retourna pour cinq représentations de La Flûte enchantée au Bayerische Staatsoper de Munich.
En 2010, elle joua le rôle d'Erda pour la première fois lors d'une représentation de L'Or du Rhin à l'Opéra de Leipzig ; elle fut par la suite invitée chaque année à jouer ce rôle jusqu'à sa mort. Elle chanta ensuite dans la 2e symphonie de Gustav Mahler sous la direction d'Antonio Pappano à Rome et à Milan. Durant l'été 2010 elle fit partie de la nouvelle production d'Elektra lors de son premier Festival de Salzbourg d'été sous la direction de Daniele Gatti et de La Femme sans ombre, dirigé par Christian Thielemann.
En 2011 elle joua dans au moins sept différents opéras, quatre d'entre eux à Salzbourg : en mars/avril dans La Flûte enchantée à La Scala sous la direction de Roland Böer ; en avril Erda dans L'Or du Rhin à Essen dirigée par Stefan Soltesz ; en juillet et en août au Salzburger Festspiele dans La Femme sans ombre ; en août dans Iolanta de Tchaïkovski, et dans le rôle de la mort dans Le Rossignol, chaque fois sous la direction d'Ivor Bolton ; et enfin dans le rôle d'Erda dans Siegfried à Leipzig dirigée par Ulf Schirmer.
En janvier 2012, Radner fit ses débuts au Metropolitan Opera à New York dans Le Crépuscule des dieux. Les cinq ans de préparation de la production de cet opéra sont documentés dans un film de Robert Lepage et le 11 février 2012 la représentation fut enregistrée et radiodiffusée.
En mars 2012, elle participa à La Femme sans ombre de Richard Strauss à La Scala sous la direction de Marc Albrecht. Fin 2012 elle était à Londres dans trois opéras de Wagner dirigés par Pappano : Erda dans Siegfried et dans L'Or du Rhin en septembre et octobre, et la première Norne dans Le Crépuscule des dieux en octobre et en novembre.
En janvier 2013, elle joua Schwertleite dans La Walkyrie au Teatro Comunale Florence, Italie, sous la direction de Zubin Mehta, et en mars le rôle d'Erda au Grand Théâtre de Genève, dirigée par Ingo Metzmacher.
En avril 2014, elle chanta le rôle d'Anna dans Les Troyens de Berlioz. En mai elle joua Erda pour la dernière fois dans L'Or du Rhin au Grand Théâtre de Genève sous la direction d'Ingo Metzmacher.

## Décès
Maria Radner meurt le 24 mars 2015 avec son mari et son fils en bas âge, ainsi que son collègue Oleg Bryjak, lors du crash de l'A320 de Germanwings à Prads-Haute-Bléone, dans les Alpes-de-Haute-Provence en France. Elle rentrait avec sa famille d'une représentation de Siegfried de Richard Wagner au Grand théâtre du Liceu à Barcelone.

## Discographie
- Chœur du Rundfunk-Sinfonieorchester Berlin, dir. Marek Janowski — Richard Wagner, Das Rheingold (28 mai 2013, Pentatone Classics)
- Orchestre du Gürzenich de Cologne, dir. Markus Stenz — Gustav Mahler, Symphonie no 8 (septembre 2011, Oehms Classics)